# Сан-Мигель (муниципалитет)
Муниципалитет Сан-Мигель  (исп. Partido de San Miguel) — муниципалитет в Аргентине в составе провинции Буэнос-Айрес.
Территория — 80 км². Население — 276190 человек. Плотность населения — 3452,50 чел./км².
Административный центр — Сан-Мигель.

## География
Департамент расположен на северо-востоке провинции Буэнос-Айрес.
Департамент граничит:
- на северо-западе — c муниципалитетом Хосе-Клементе-Пас
- на севере — с муниципалитетом Мальвинас-Аргентинас
- на северо-востоке — с муниципалитетом Тигре
- на востоке — с муниципалитетом Хенераль-Сан-Мартин
- на юго-востоке — с муниципалитетами 3 Февраля, Херлингем
- на юге — с муниципалитетом Итусайнго
- на юго-западе — с муниципалитетом Морено

## Важнейшие населенные пункты[2]
| № | Населённый пункт | Населённый пункт (исп.) | Категория   | Население чел. (2010) | На карте                        |
| - | ---------------- | ----------------------- | ----------- | --------------------- | ------------------------------- |
| 1 | Сан-Мигель       | San Miguel              | агломерация | 276190                | 34°32′27″ ю. ш. 58°42′58″ з. д. |

#### Агломерация Сан-Мигель
- входит в агломерацию Большой Буэнос-Айрес

| № | Населённый пункт | Населённый пункт (исп.) | Категория | Население, чел. (2001) | На карте                        |
| - | ---------------- | ----------------------- | --------- | ---------------------- | ------------------------------- |
| 1 | Санта-Мария      | Santa María             | город     | 123 651                | 34°33′59″ ю. ш. 58°44′36″ з. д. |
| 2 | Сан-Мигель       | San Miguel              | город     | 72 992                 | 34°32′27″ ю. ш. 58°42′58″ з. д. |
| 3 | Белья-Виста      | Bella Vista             | город     | 72 000                 | 34°34′06″ ю. ш. 58°41′23″ з. д. |
| 4 | Муньис           | Muñiz                   | город     | 42 529                 | 34°33′18″ ю. ш. 58°42′24″ з. д. |
| 5 | Кампо-де-Майо    | Campo de Mayo           | посёлок   | 1997                   | 34°32′05″ ю. ш. 58°39′04″ з. д. |